# あらうんど四万十 ―カールニカーラン―
『あらうんど四万十 〜カールニカーラン〜』は2015年に公開された日本映画である。高知県四万十市を舞台にした、アラフォー男性の抱える苦悩・葛藤、そして挑戦などの日常を描いた作品。カールニカーランは、土佐弁で「変わる（=カールニ）らしい（=カーラン）」の意味。
監督は四万十市出身の松田大佑。主演は土佐市出身の西村雄正。2014年夏に四万十映画祭実行委員会が映画製作を発表。高知県出身の俳優を多く起用し、10月にクランクインし、四万十市と幡多郡黒潮町で約2週間のロケを行った。
2015年2月の第2回四万十映画祭で先行上映された。東京アニメアワードフェスティバル、沖縄国際映画祭等での招待上映を経て、台湾やメキシコ（60都市100館）でも上映された。
2016年、本作キャストの西村雄正、荒木誠、大ちゃん（ツーライス）、能勢ヒロシ（ビーグル38）、 監督の松田大佑、プロデューサーの米津太が高知県観光特使に任命された。

## ストーリー
父親の反対を押し切り舞台俳優を目指して上京した主人公の晃が挫折をして四万十に帰郷してくる。高校の時陸上部の仲間だった武、安二郎、俊二郎に久しぶりに会いたいと思っていたのだ。うまくいかない日々を送っていた晃は地元に残った彼らを羨ましがっていたのだが、話をする中皆けっして順風満帆の人生とはいえない悶々とした生活を送っていると分かっていく。この思いを払拭する為には高校の陸上部で燃えていた時に戻るしかないと決意するが何を目指すべきかはっきりと決めることは出来ないでいた。そんな折幼馴染の岡本に地元四万十を舞台とした自転車レース「四万十ドラゴンライド」で勝負を仕掛けられる。自転車屋を営んでいた武のおかげもあり不自由なく四人で出場することを目標にし本格的な練習を始めていく。しかし練習を始めて間もない頃父親を亡くしてしまう。ただ晃の夢を陰ながら応援していた事実をここで初めて知ることになる。レースに向けた練習と本番に臨む中色んな過去の記憶が蘇り、段々と晃はもう一度自分の夢を叶えようという気持ちが高まっていく。

## キャスト
- 東吾晃 - 西村雄正
- 小出武 - 荒木誠
- 一條安二郎 - 能勢ヒロシ（ビーグル38）
- 三原俊二 - 大ちゃん（ツーライス）
- 石川笑 - 佐藤康恵
- 河瀬美和 - 白田久子
- 東吾大八 - 山本學
- 東吾光子 - 廣井ゆう
- 奥本瑛士 - 古山憲太郎
- 小出桃子 - 松田京子
- 三原悠子 - 内田量子
- 黒澤ユキ - 須藤温子
- 浅野晶子 - 川村亜紀
- 石井監督 - 間寛平
- 宮本十三 - 池上幸平
- 岡本 - 岡田眞善
- 河瀬ヒトシ - 西地修哉
- 島崎和歌子 - 島崎和歌子
- 小出武のいとこ - 小島よしお
- ひいらぎマスター - デハラユキノリ
- 美和（高校時代） - 柴千優
- 浅野（高校時代） - 晴野未子

## スタッフ
- 監督・脚本：松田大佑
- 原案：西尾純哉
- プロデューサー：米津太
- チーフプロデューサー：安部翼
- 撮影監督：今井哲郎
- 撮影：安西栄一
- 録音：小牧将人
- 音楽：依田伸隆
- 編集：加々美友章
- ヘアメイク：maity
- 衣装：笹木明日香
- 美術：遠近明子
- スクリプト：佐井寿里
- 制作担当：富岡真理子
- 助監督：高橋宏彰、埜下翔
- 撮影助手：中村茜紀
- 音声助手：板倉大樹
- 衣装助手：塚地衣都
- 衣装（島崎和歌子）：宮前和宏
- 整音・調整：小菅学
- 音響・効果：吉永龍哉
- 絵コンテ：山中ちえ
- 空撮：埜下真樹
- ヘアメイクヘルプ：北岡由梨、川村美華、作田ともこ、高橋宏明
- 衣装ヘルプ：楠瀬稔
- 予告編制作：吉井康浩
- メイキング：佐川宜央
- スチール：喜屋武元喜
- 方言指導：荒木誠、高知県立中村中・高等学校演劇部
- 競歩指導：福田功士
- 調理指導：浜田雅宏
- デザイン：デハラユキノリ、加藤博明
- ウェブ：小橋功
- 制作：四万十映画祭実行委員会、幡多IT実践会、宮地洋幸、岡村祭冬、都築京志